# Ткаченко Семен Якимович
Семен Якимович Ткаченко (24 травня 1898—2 лютого 1945) — радянський воєначальник українського походження, генерал-майор, командир 44-ї гірськострілецької дивізії.

## Юність
Народився 24 травня 1898 року в слободі Плахтіївка (с. Таромське), Діївської волості, Катеринославського повіту, Катеринославської губернії в сім'ї селянина. Ще дитиною разом з родиною переселився в село Миколаївка Кротовскої волості Ішимського повіту Тобольської губернії. Сім'я була бідною, тому працював з малих літ, пас худобу, наймитував.

## Військова служба
Під час Першої світової війни С. Я. Ткаченко 12 лютого 1917 року був мобілізований до лав Російської імператорської армії та зарахований рядовим в 36-й Сибірський запасний полк в місто Омськ. У липні з маршовою ротою спрямований на Південно-Західний фронт, де воював у складі 413-го піхотного Порховського полку 104-ї бригади у Волинській губернії. У грудні того ж року закінчив двотижневі гранатометному курси при тому ж полку і на початку 1918 року був відпущений додому через хворобу. Після демобілізації з квітня працював наймитом у кулака Винокурова в селі Скородне Кротовської волості Ішимського повіту Тобольської губернії. Під час Громадянської війни в Росії в липні 1919 року він був мобілізований до армії адмірала О. В. Колчака і направлений в окрему саперну роту в місто Омськ. Потім з цієї ротою відбув на фронт через Тюмень, Єкатеринбург, ст. Чусова і М.-Кудимкар. У серпні того ж року був відпущений у відпустку і в частину не повернувся.

## В РСЧА
У вересні 1919 року при підході частин 51-ї стрілецької дивізії Червоної армії до ст. Голишманово Омської залізниці С. Я. Ткаченко добровільно вступив у 452-й стрілецький полк і був призначений помічником командира взводу. У складі цієї дивізії воював на Східному фронті проти військ адмірала О. В. Колчака під Тюменню і Тобольськом, брав участь у Петропавлівській операції 1919 року. У липні 1920 року дивізія була перекинута на Південно-Західний фронт. У серпні—жовтні командиром взводу і роти того ж полку брав участь у боях з білогвардійськими військами генерала П. М. Врангеля на Каховському плацдармі, у наступі в Північній Таврії і Перекопсько-Чонгарському операції, штурмі Турецького валу на Перекопі та Ішунських позицій. Після розгрому врангелівських військ в Криму С. Я. Ткаченко в складі полку бився з озброєними формуваннями Н. В. Махна на півдні України. За мужність і героїзм на фронтах Громадянської війни Ткаченко був нагороджений 2 орденами Червоного Прапора (накази РВСР № 201 від 12.06.1921 і 783 від 1926 р.).

## Міжвоєнний період
У складі 51-ї Перекопської стрілецької дивізії обіймав різні командні посади від командира взводу (152-й сп), до командира батальйону (з 1 квітня 1929 року в складі 153-го стрілецького полку).
У 1921 році в Тирасполі, де дислокувався 152-й стрілецький полк 51-ї Перекопської стрілецької дивізії, знову відзначився в боротьбі з бандформуваннями, за що був нагороджений другим орденом Бойового Червоного Прапора.
У 1926 році був прийнятий і в 1927 році закінчив Київську вищу об'єднану школу командирів РСЧА імені С. С. Камєнєва.
25 листопада 1929 року призначений командиром батальйону 137-го Київського стрілецького полку 46-ї стрілецької дивізії (УВО).
З 10 квітня 1930 року слухач підготовчого курсу Військової академії ім. М. В. Фрунзе, яку закінчив 4 травня 1934 року. Після цього призначається помічником командира по стройовій частині 79-го стрілецького полку 27-ї Омської Червонопрапорної стрілецької дивізії ім. Італійського пролетаріату (БВО). 16 грудня 1935 року він призначається командиром і воєнкомом 79-го стрілецького полку.
13 січня 1937 року командир і воєнком 79-го стрілецького полку майор С. Я. Ткаченко звільняється від займаної посади і зараховується до розпорядження Управління з командного складу РСЧА.
19 березня 1937 року призначається помічником командира по стройовій частині 53-го стрілецького полку 18-ї Ярославської Червонопрапорної стрілецької дивізії.
19 червня 1938 року його призначають помічником командира 31-й Сталінградської стрілецької дивізії (м. Астрахань, ЗакВО).
19 серпня 1939 року призначається командиром 28-ї гірськострілецької дивізії.
8 січня 1940 року наказом НКО № 048 призначений командиром 44-ї Київської Червонопрапорної стрілецької дивізія ім. М. О. Щорса. У складі дивізії брав участь в Радянсько-фінській війні.

## Німецько-радянська війна
З 22 червня 1941 року 44-а гірськострілецька дивізія під командуванням генерал-майора С. Я. Ткаченко бере участь у боях у складі 13-о стрілецького корпусу 12-ї армії спочатку Південно-Західного, потім Південного фронту. За успіхи дивізії у боях під м. Липовець генерал-майор С. Я. Ткаченко був представлений до нагородження орденом Леніна.

## Полон
На початку серпня 1941 року 44-а гірськострілецька дивізія брала участь в битві під Уманню. 7 серпня під час прориву з оточення в районі с. Підвисоке С. Я. Ткаченко був поранений в голову і праву руку, але продовжував командувати дивізією. Після того, як надійшов наказ виходити з оточення групами і поодинці, виходив з кільця в складі групи офіцерів управління дивізії. Захоплений в полон в районі Голованівська. Перебуваючи в таборі військовополонених в м. Гайсин приховав, що є генералом і командиром дивізії. Як українець був відпущений додому.
Пробираючись до лінії фронту в с. Усино (Узин), що за Білою Церквою, 30 серпня 1941 року був затриманий місцевими поліцейськими і переданий в польову фельджандармерію № 198 6-ї польової армії вермахту.
Утримувався в Житомирському таборі військовополонених, Володимир-Волинському таборі. 22 жовтня 1941 року доставлений в табір Офлаг-XIIID (Хаммельбург) з офіцерського табору Офлаг XI-A (Остероде). У таборі Офлаг-XIIID (Хаммельбург) був активним учасником групи опору, був членом комітету підпільної організації. За участь у підпільній організації і підготовку втечі влітку — на початку осені 1942 року арештований і посаджений в Нюрнберзьку в'язницю гестапо спільно з іншими керівниками табірного підпілля.
Взимку 1942 року переведений у штрафний концтабір Флоссенбюрг. Влітку 1943 року був направлений у складі робочої команди на роботи, звідки намагався здійснити втечу.
Взимку 1945 року переведений в концентраційний табір Заксенхаузен, де також брав участь у роботі підпільної організації (відповідав за підготовку бойових груп). Коли гестапо стало відомо про підготовку повстання, в ніч з 2 на 3 лютого понад 200 підпільників-військовополонених були відібрані для знищення. По дорозі в крематорій радянські військовополонені по команді генерала С. Я. Ткаченко накинулися на конвой і в нерівній сутичці всі загинули.

## Звання
- майор (з 17.02.1936 р);
- полковник (з 16.08.1938 р);
- комбриг (29.04.1940 р);
- генерал-майор (Постанова 4.06.40 р № 945).

## Нагороди
- Два ордени Червоного Прапора (12.06.1921, 1926)
- Медаль «XX років Робітничо-Селянській Червоній Армії» (1938)